# Oporinia autumnaria
Oporinia autumnaria är en fjärilsart som beskrevs av Doubleday 1849. Oporinia autumnaria ingår i släktet Oporinia och familjen mätare. Inga underarter finns listade i Catalogue of Life.